# Hubenay Ferenc
Hubenay Ferenc (Ugod, 1801. augusztus 20. (keresztelés) – Pest, 1860. február 12.) énekes-színész.

## Életútja
Hubenaj Ferenc és Tótt Anna nemes földműves szülők gyermeke. Családja II. József császártól nemességet nyert. 1832-ben a Dunántúli színtársulatnál szerepelt, majd 1833-ban fellépett a pozsonyi országgyűlési előadásokon. 1834-től 1838-ig Kassán játszott, ezután Nagyváradon és Pécsett lépett színpadra. 1837-ben a Nemzeti Színház tagja lett. Nem volt nagy művész, de eredeti komikai vénával bírt. Legjobb szerepe Vlad Marci a »Mátyás deák vagy a cinkotai nagy itce« c. bohózatban volt; továbbá Stucli (Két pisztoly), Szellemfi (Liliomfi) stb. 1860. év elején nyugdíjazni akarták, de ő visszatért a színpadra.

## Családja
Első neje: Magda Lujza, színésznő (Rozsnyó, 1818. július 31. – Pest, 1844. augusztus 30.), akivel 1836. április 21-én kötött házasságot. Második neje: Gabrieli Borbála, előbb Tóth István neje, aki férjétől elvált. Meghalt 1882. december 11-én, 64 éves korában.
Öccse Hubenay János, a Nemzeti Színház karénekese, színipályára lépett 1838-ban. Meghalt 1878. április 15-én. 
Sógornője Hubenay Jánosné Lipcsey Klári, a Nemzeti Színház másodénekesnője, született 1815 körül, meghalt 1889. június 20-án, Leányfalun.

## Fontosabb szerepei
- Max (Weber: A bűvös vadász)
- Sever (Bellini: Norma)
- Argirio (Rossini: Tancréd)
- Vlad Marci (Balog I.: Mátyás diák)
- Stitzli (Szigligeti Ede: Két pisztoly)
- Szellemfi (Szigligeti Ede: Liliomfi)
- Cérna (Nestroy: Lumpaci vagabundus)